# Leucophaeus fuliginosus
Il gabbiano fuligginoso (Leucophaeus fuliginosus, Gould 1841) è un uccello della famiglia dei Laridi.

## Sistematica
Leucophaeus fuliginosus non ha sottospecie, è monotipico.

## Distribuzione e habitat
Questo gabbiano vive solamente nelle Isole Galapagos.

## Galleria d'immagini

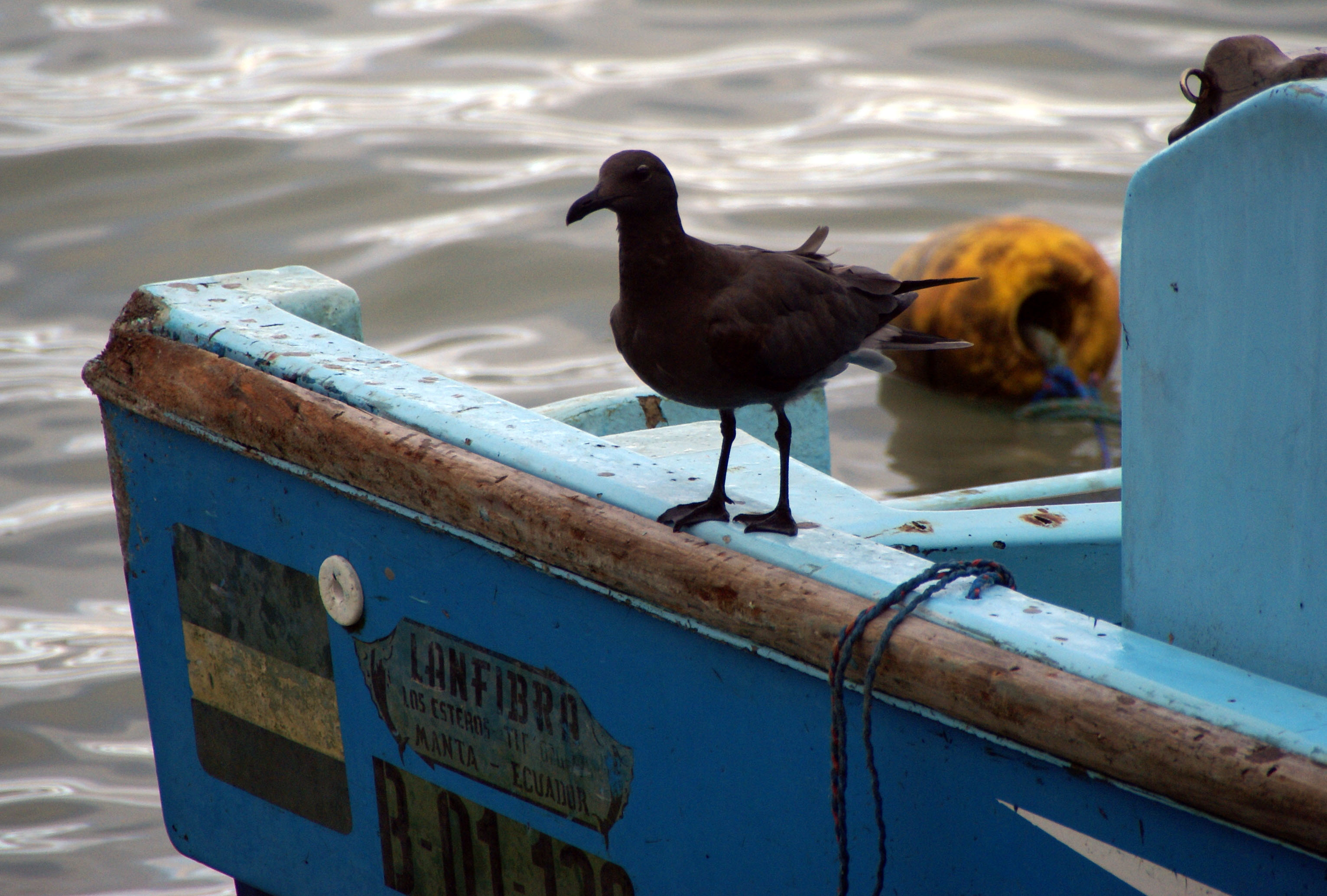
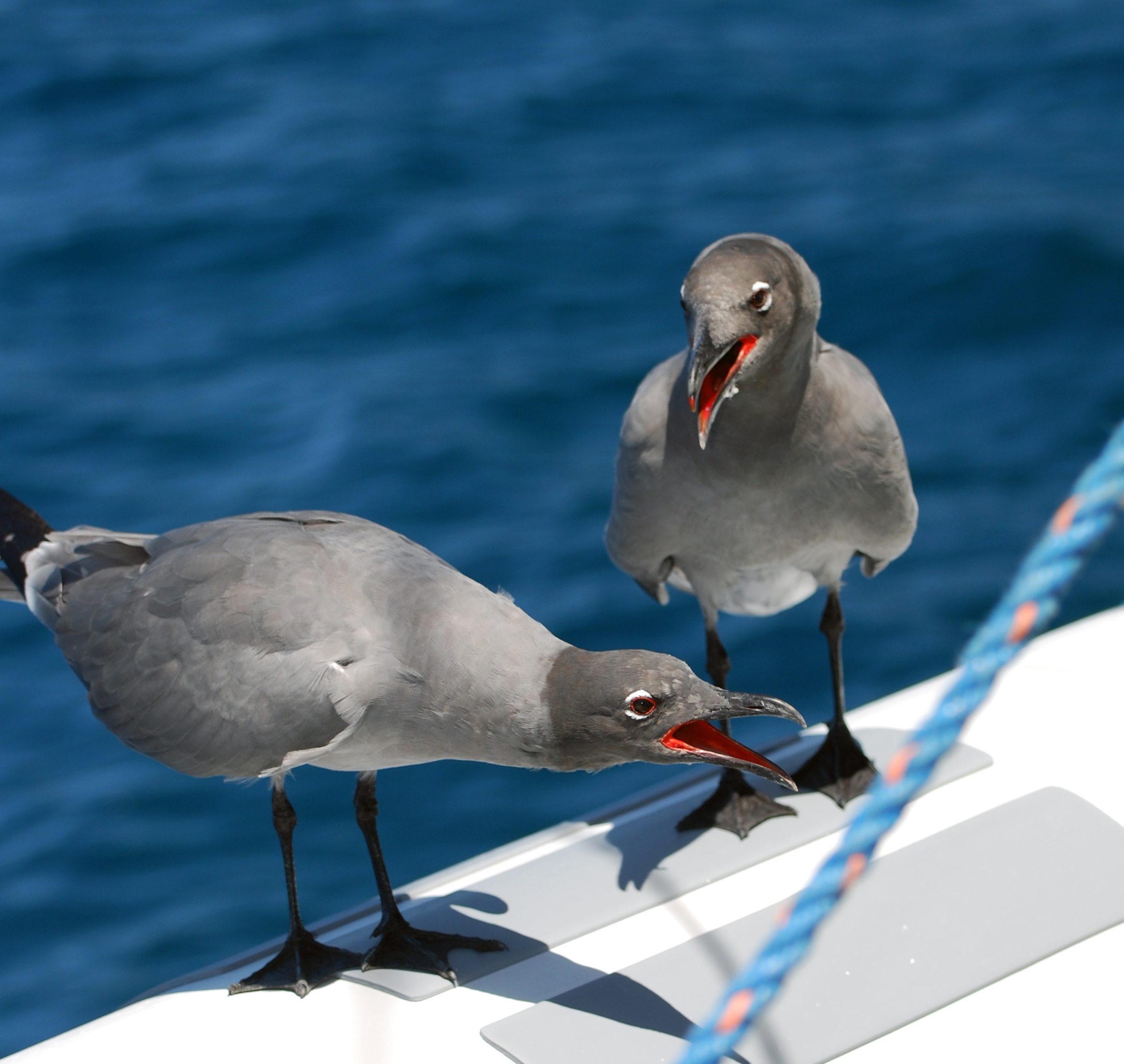
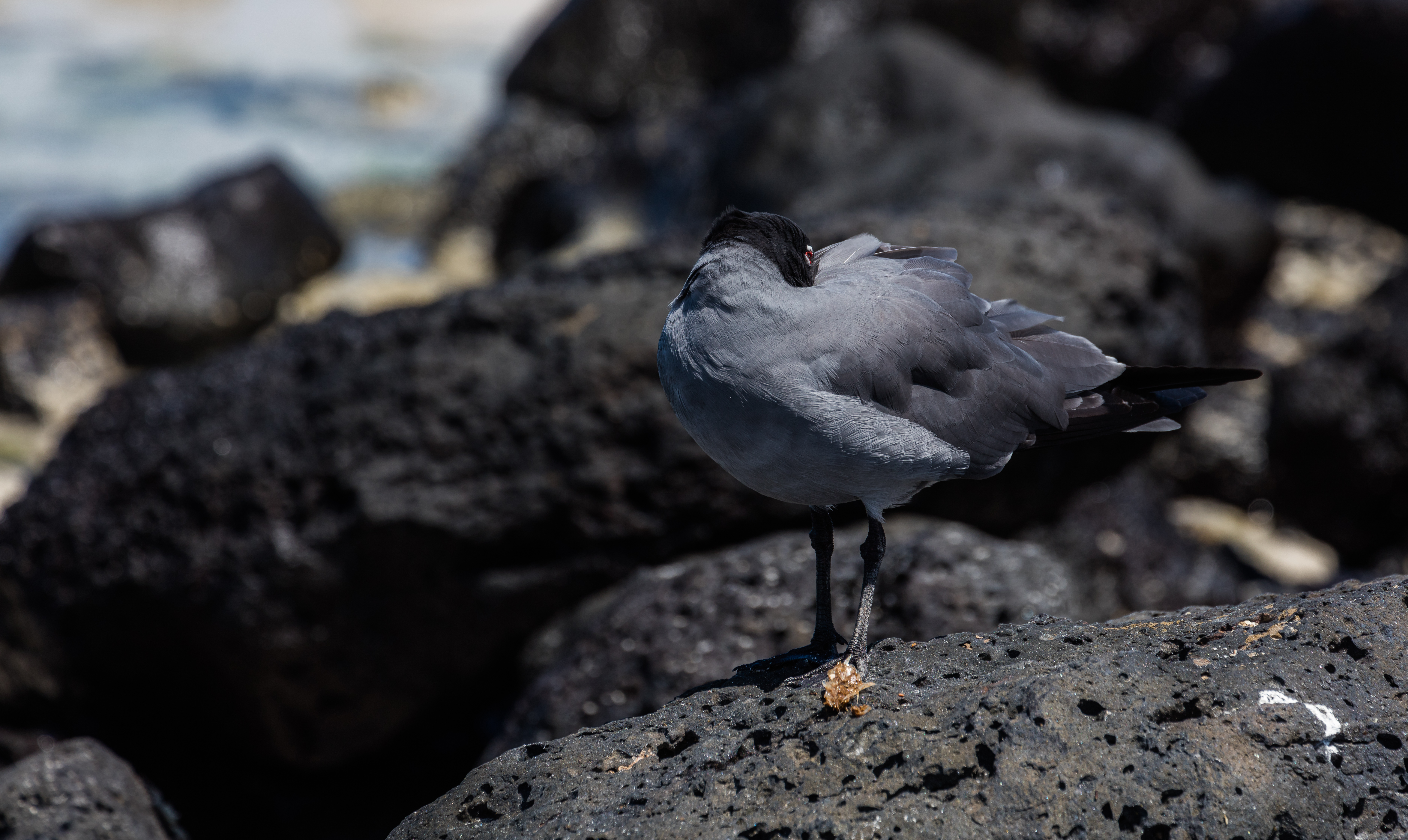
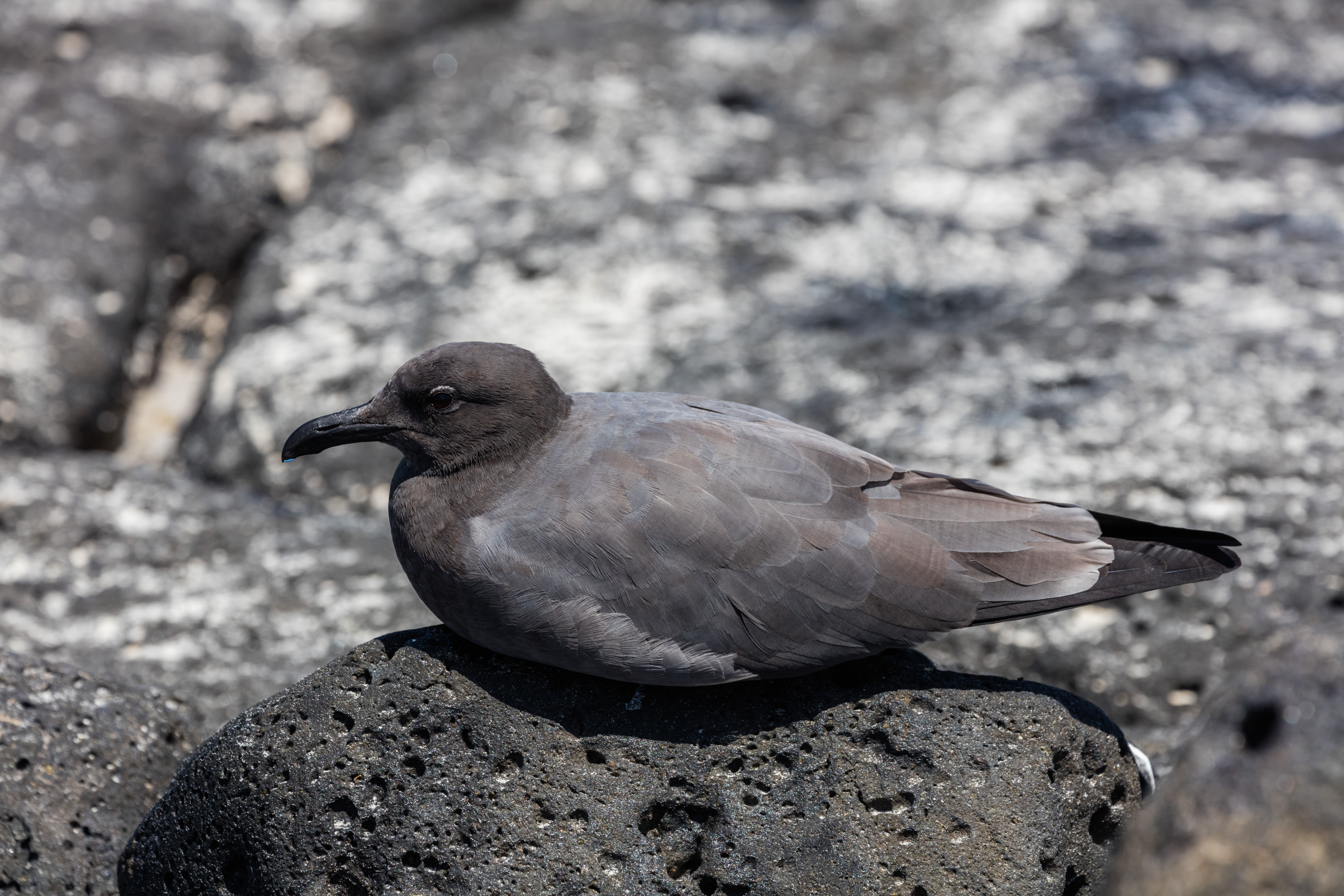
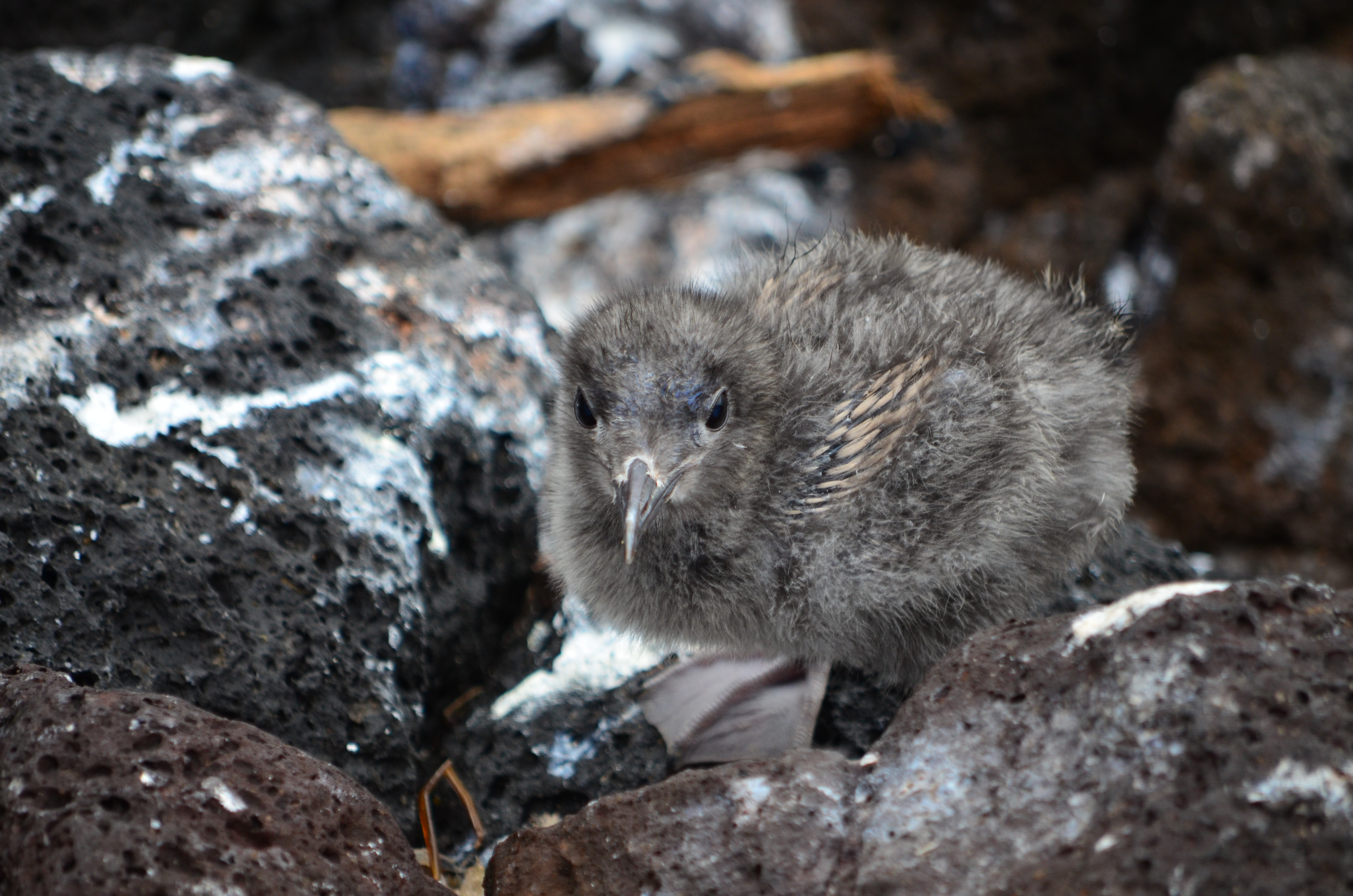